# Чемпионат мира по плаванию в ластах 1986
4-й чемпионат мира по плаванию в ластах проводился в Западном Берлине с 5 по 10 августа 1986 года.

## Призёры

### Мужчины
| Дисциплина         | Золото                                                                     | Золото   | Серебро                | Серебро  | Бронза                  | Бронза   |
| ------------------ | -------------------------------------------------------------------------- | -------- | ---------------------- | -------- | ----------------------- | -------- |
| 50 м ныряние       | Олег Ананьев · СССР                                                        | 15.83    | Яди Цю · Китай         | 15.91    | Юрген Коленда ФРГ       | 16.39    |
| 100 м в ластах     | Алексей Жуков · СССР                                                       | 39.42    | Олег Ананьев · СССР    | 39.48    | Юрген Коленда ФРГ       | 39.84    |
| 200 м в ластах     | Дмитрий Олейников · СССР                                                   | 1:27.06  | Юрген Коленда ФРГ      | 1:27.50  | Олег Ананьев · СССР     | 1:29.97  |
| 400 м в ластах     | Дмитрий Олейников · СССР                                                   | 3:08.02  | Юрген Коленда ФРГ      | 3:11.77  | Михаил Калужский · СССР | 3:16.30  |
| 800 м в ластах     | Дмитрий Олейников · СССР                                                   | 6:42.57  | Михаил Яковлев · СССР  | 6:43.33  | Паоло Вандини · Италия  | 6:51.91  |
| 1500 м в ластах    | Михаил Яковлев · СССР                                                      | 13:01.36 | Паоло Вандини · Италия | 13:10.83 | Михаил Калужский · СССР | 13:11.63 |
| 100 м с аквалангом | Алексей Жуков · СССР                                                       | 35.86    | Олег Ананьев · СССР    | 36.23    | Яди Цю · Китай          | 36.24    |
| 400 м с аквалангом | Алексей Семёнов · СССР                                                     | 2:59.15  | Михаил Яковлев · СССР  | 3:00.04  | Клеменс Франк ФРГ       | 3:06.69  |
| 800 м с аквалангом | Алексей Семёнов · СССР                                                     | 6:21.00  | Михаил Яковлев · СССР  | 6:36.29  | Клеменс Франк ФРГ       |          |
| эстафета 4х100 м   | Олег Ананьев · Михаил Калужский · Дмитрий Олейников · Алексей Жуков · СССР | 2:37.68  |                        |          |                         |          |
| эстафета 4х200 м   | Олег Ананьев · Михаил Калужский · Алексей Жуков · Дмитрий Олейников · СССР | 6:01.04  |                        |          |                         |          |

### Женщины
| Дисциплина         | Золото                                                                            | Золото   | Серебро                                                        | Серебро  | Бронза                   | Бронза   |
| ------------------ | --------------------------------------------------------------------------------- | -------- | -------------------------------------------------------------- | -------- | ------------------------ | -------- |
| 50 м ныряние       | Цзюнь Ван · Китай                                                                 | 18.49    | Шию Чжэн · Китай                                               | 18.78    | Елена Октябрьская · СССР | 18.86    |
| 100 м в ластах     | Елена Октябрьская · СССР                                                          | 44.20    | Шию Чжэн · Китай                                               | 44.92    | Ольга Забелина · СССР    | 45.43    |
| 200 м в ластах     | Елена Октябрьская · СССР                                                          |          | Шию Чжэн · Китай                                               |          | Ольга Забелина · СССР    |          |
| 400 м в ластах     | Моника Кроветти · Италия                                                          | 3:32.19  | Любовь Вахрушева · СССР                                        | 3:33.88  | Нонна Пушкарёва · СССР   | 3:37.47  |
| 800 м в ластах     | Моника Кроветти · Италия                                                          | 7:21.92  | Нонна Пушкарёва · СССР                                         | 7:22.64  | Любовь Вахрушева · СССР  | 7:27.88  |
| 1500 м в ластах    | Нонна Пушкарёва · СССР                                                            | 14:08.25 | Любовь Вахрушева · СССР                                        | 14:10.52 | Моника Кроветти · Италия | 14:14.02 |
| 100 м с аквалангом | Шию Чжэн · Китай                                                                  | 41.53    | Ханьлин Ю · Китай                                              | 42.07    | Светлана Киреева · СССР  | 42.24    |
| 400 м с аквалангом | Светлана Фролова · СССР                                                           | 42.24    | Светлана Киреева · СССР                                        | 42.24    | Каталин Тот · Венгрия    | 42.07    |
| эстафета 4х100 м   | Светлана Фролова · Ольга Забелина · Светлана Киреева · Елена Октябрьская · СССР   | 2:59.75  |                                                                |          |                          |          |
| эстафета 4х200 м   | Елена Октябрьская · Светлана Фролова · Любовь Вахрушева · Светлана Киреева · СССР | 6:48.29  | Ева Фабо · Каталин Тот · А. Вешелинов · Е. Гинжингер · Венгрия | 6:55.53  |                          |          |